# Sanatorium Świerki w Szczawnicy
Sanatorium „Świerki” w Szczawnicy – dwie wille w Szczawnicy: „Brat” i „Siostra”, przy ul. Park Górny w Parku Górnym.

## Historia
Sanatorium powstało w latach 60. XIX wieku. Były to dwie wille zdrojowe wzniesione w 1860 roku przez Józefa Szalaya: „Brat” i „Siostra”. W „Bracie” było 16 pokoi i 1 kuchnia, a w „Siostrze” – 18 pokoi. W latach 80. XIX wieku działała tu też czytelnia prasy, później przeniesiona do „Dworca Gościnnego”. Za willami stał oddzielny budynek, w którym działały 2 kuchnie.
Tuż za „Świerkami” na rozdrożu alejek znajduje się figura Najświętszej Marii Panny, ufundowana w 1891 roku przez kuracjuszy.
Sanatorium jest nieczynne od 2000 roku. Obecny właściciel zamierza przeprowadzić generalny remont kompleksu.

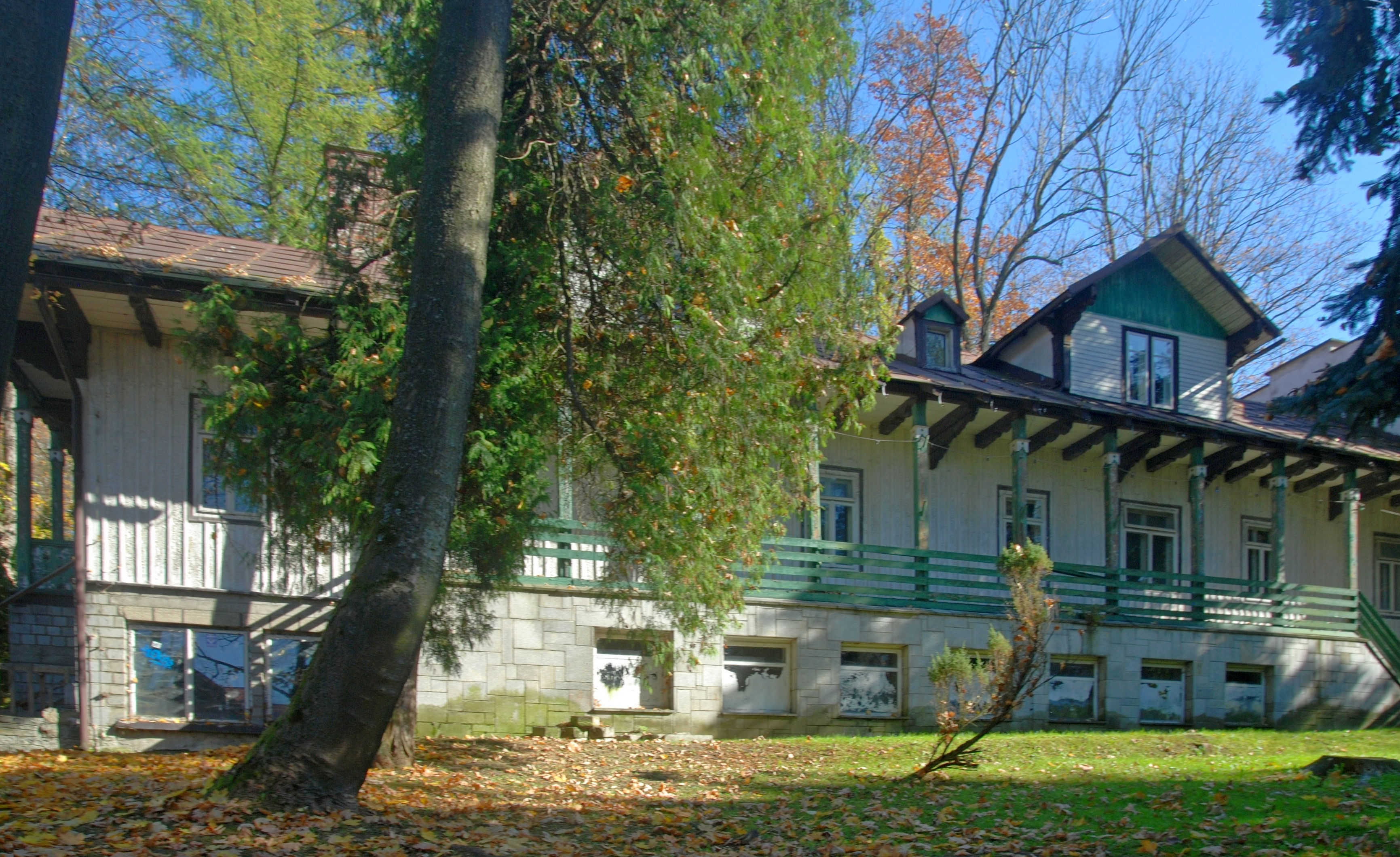
Widok od strony zachodniej
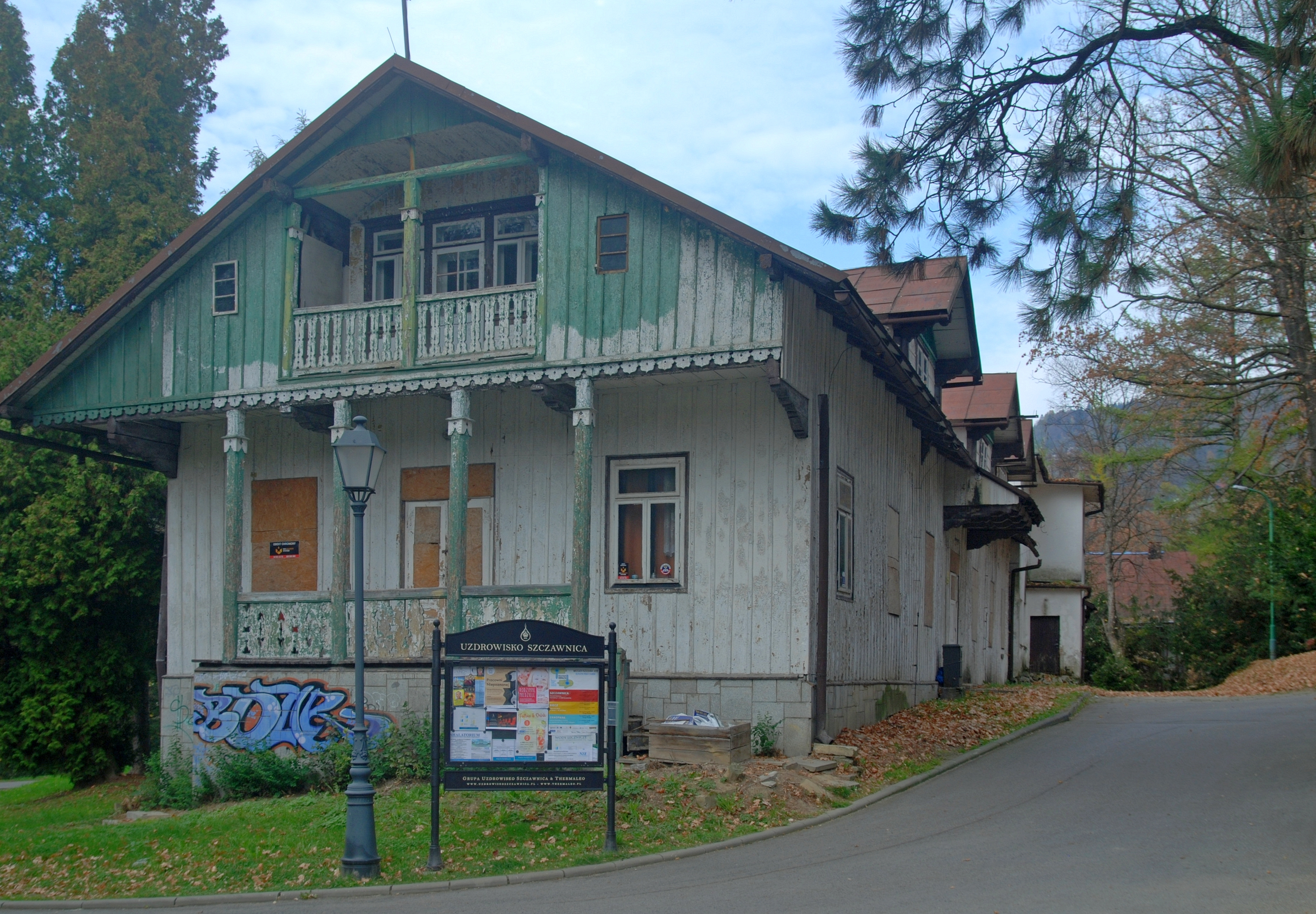
Elewacja południowa
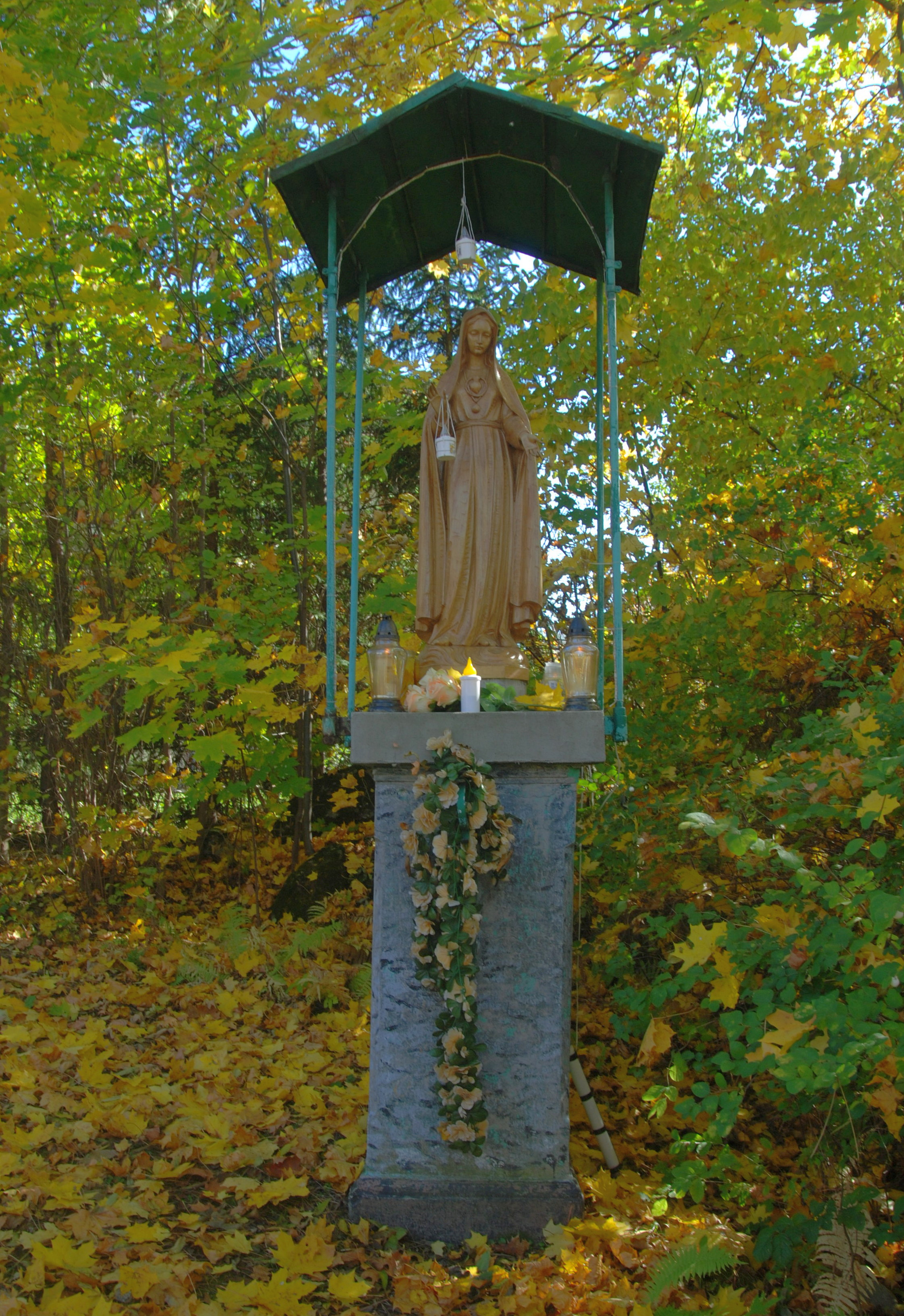
Figura Najświętszej Marii Panny z 1891